# Drets del col·lectiu LGBT a Angola

Mapa d'Angola

Els drets del col·lectiu LGBT a Angola han vist alguna millora en la primera meitat del segle xxi. La legislació d'Angola prohibeix els «actes contre la natura», encara que aquesta llei poques vegades ha estat aplicada. Al febrer de 2017, l'Assemblea Nacional va aprovar per unanimitat un nou codi penal que despenalitza l'activitat sexual consentida entre persones del mateix sexe. A més, des de 2015 ha estat prohibida la discriminació en l'ocupació per motius d'orientació sexual.
Algunes ONGs a Angola que treballen en l'educació pel VIH-SIDA estan començant a treballar amb la comunitat LGBT i no hi ha informes que les persones LGBT hagin estat objectiu específic d'assetjament per part de la policia o grups de vigilància a Angola.

## Lleis sobre els actes sexuals entre persones del mateix sexe
Els articles 70 i 71 del Codi Penal de 1886 contenen una prohibició pública imprecisa contra la immoralitat i els actes considerats "contra la natura."

### Descriminalització
Al febrer de 2017, el Parlament d'Angola va aprovar una revisió del Codi Penal, amb un vot unànime 125-0 amb 36 abstencions. El nou Codi Penal no conté disposicions que prohibeixin l'activitat sexual entre persones del mateix sexe en privat. Segons el ministre de justícia Rui Carneiro Mangueira, el Codi Penal entrarà en vigor cap l'1 de gener de 2018. Sota el nou Codi, l'edat de consentiment serà de 14 anys independentment de l'orientació sexual.

## Reconeixement de les relacions del mateix sexe
No hi ha reconeixement legal de les parelles del mateix sexe a Angola. En general, hi ha una significativa pressió social sobre la gent a casar-se amb un soci adequat del sexe oposat i tenir fills.
El 2005 la cerimònia de compromís no oficial de parelles del mateix sexe va ser tractada com a «descarada» i «abominable» a les revistes de notícies nacionals.

## Drets constitucionals
Els ciutadans LGBT no s'esmenten expressament a l'anterior constitució ratificada el 1992. La nova Constitució de 2010 fa algunes disposicions generals sobre els drets humans, la llibertat, la igualtat i la tolerància que poden aplicar-se a tots els ciutadans amb independència d'orientació sexual o identitat de gènere. Per exemple, estipula que el Govern treballarà per assegurar la igualtat de drets i oportunitats per a tots els ciutadans, independentment de, entre altres coses, «qualsevol altra forma de discriminació».

## Protecció contra la discriminació

Mapa d'Angola amb la bandera LGBT

La «Llei general del treball (7/15)» que va entrar en vigor el 15 de setembre de 2015, prohibeix la discriminació a la feina segons l'orientació sexual, entre altres categories.
L'article 197 del nou Codi Penal, aprovat pel Parlament en febrer de 2017, prohibiria la discriminació basada en l'orientació sexual en la provisió de bens i serveis.

## Societat
En la dècada de 1920 un antropòleg alemany anomenat Kurt Falk va publicar la seva investigació de les tribus africanes, que inclou certa acceptació de la bisexualitat. Tanmateix aquesta no és la norma dins d'Angola contemporània.
Les actituds socials prevalents sobre l'orientació sexual tendeixen a reflectir els valors tradicionals catòlics i protestants sobre la sexualitat i els rols de gènere. Aquests valors i costums donen forma a la política pública.
Algunes persones LGBT a Angola han informat assetjament per part per persones que creuen que són immorals, i el Govern d'Angola s'hauria negat a acceptar l'ambaixador israelià per ser homosexual. No obstant això, hi ha indicis d'actituds més liberals i de tolerància. Un dels artistes musicals més populars a Angola és un transsexual anomenat Titica que forma part d'un grup d'estil musical fusió techno-rap anomenat "kuduro".

### Partits polítics i organitzacions no governamentals
Els tres principals partits polítics no aborden formalment la temàtica LGBT en llurs plataformes respectives. En les rares ocasions en què els polítics i altres funcionaris governamentals han tractat amb drets o persones LGBT, les seves polítiques han reflectit actituds que prevalen.
En 2010 el Govern d'Angola es va negar a rebre al nou ambaixador d'Israel l'obertament homosexual Isi Yanouka, suposadament a causa de fill orientació sexual.
El Govern permet l'existència d'organitzacions no governamentals (ONG) a Angola, i algunes organitzacions caritatives han començat a treballar amb membres de la comunitat LGBT pel que fa a l'educació sobre la VIH-SIDA.

### VIH/SIDA
Legalment, les persones que viuen amb el VIH-SIDA a Angola tenen dret a serveis de salut i la protecció contra la discriminació en l'ocupació.
Els esforços per desenvolupar el programa educatiu específicament per a les persones LGBT han lluitat per rebre finançament de les ONG. La primera associació Acção Humana, fou creada el 2006 però ha estat incapaç de rebre finançament. El 2007, un estudi sobre la SIDA-VIH estimava que aproximadament el cinc per cent de les infeccions de VIH són d'homes que tenen relacions sexuals amb altres homes.
Ha començat a desenvolupar-se un programa d'educació sobre el VIH-SIDA per a persones LGBT a Angola a través del treball de les ONG, com el Population Services International.

## Taula resum
| Activitat sexual legal amb el mateix sexe                     | (Pendent)     |
| Mateixa edat de consentiment                                  | (Pendent)     |
| Lleis antidiscriminació a la feina                            | (des de 2015) |
| Lleis antidiscriminació en la prestació de béns i serveis     | (pendent)     |
| Matrimoni del mateix sexe                                     | No            |
| Lleis antidiscriminació en el discurs de l'odi i la violència | No            |
| Reconeixement de les parelles del mateix sexe                 | No            |
| Adopció de fillastres per parelles del mateix sexe            | No            |
| Adopció conjunta per parelles del mateix sexe                 | No            |
| Prestació de servei militar per gais i lesbianes              |               |
| Dret legal a canviar de gènere                                | No            |
| Accés a la fecundació in vitro per lesbianes                  | No            |
| Subrogació comercial per a parelles d'homes homosexuals       | No            |
| Permís per donar sang als MSMs                                | No            |